# Obere Blosenmühle
Obere Blosenmühle ist ein Gemeindeteil der Gemeinde Meinheim im Landkreis Weißenburg-Gunzenhausen (Mittelfranken, Bayern). Obere Blosenmühle liegt in der Gemarkung Meinheim.
Die Einöde Obere Blosenmühle liegt im Altmühltal umgeben von Wiesen und Feldern unweit östlich von Meinheim. Eine Straße verbindet die Einöde mit der nahen Staatsstraße 2230. Der Ort lag früher am in heutigen Zeit etwas weiter nördlich verlaufenden Meinheimer Mühlbach, einem Nebenfluss der Altmühl. Das Mühlengebäude aus dem 18. Jahrhundert wurde vom Bayerischen Landesamt für Denkmalpflege unter der Nummer D-5-77-150-9  als Baudenkmal in die Bayerische Denkmalliste eingetragen.
Im Jahre 1846 waren in Obere Blosenmühle ein Haus, eine Familie und neun Seelen verzeichnet. 1871 lebten die fünf Einwohner der Oberen Blosenmühle in drei Gebäuden. Sie besaßen 1873 insgesamt drei Pferde und 13 Stück Rindvieh. Bereits vor der Gemeindegebietsreform in Bayern in den 1970er Jahren war Obere Blosenmühle ein Gemeindeteil von Meinheim.